# لين براون
لين براون (بالإنجليزية: Lynne Brown)‏ (ولدت في 26 سبتمبر 1961)، كانت وزيرة الأعمال العام ورئيسة وزراء محافظة كيب الغربية في جنوب أفريقيا. ولدت في كيب تاون وترعرعت في ميتشلز بلين. وقد تم تعيينها رئيسًة وزراء محافظة كيب الغربية في أعقاب استقالة إبراهيم رسول في شهر يوليو من عام 2008 وحتى مايو 2009. وكانت في السابق وزيرة التنمية الاقتصادية والسياحة في المحافظة. وهي عضوة في حزب المؤتمر الوطني الأفريقي، وعضو منتخب في اللجنة التنفيذية الوطنية بين عامي 2007 و2012. مثل سلفها إبراهيم رسول هي أيضا من خلفية ملونة. وهي رابع رئيس وزراء ملون في غرب الكاب، والثانية من المؤتمر الوطني الأفريقي، وهي أول شخص مثلي أو مثلية الجنس علنا يتم تعيينه كرئيس وزراء مقاطعة وفي منصب وزاري في أي حكومة دولة أفريقية.

## العمل السياسي
كانت براون رئيسة لمؤتمر شباب ميتشلز بلين في عام 1979 وعضوا في منظمة النساء المتحدات في الفترة من 1979 إلى 1985. وكانت عضوًا في مؤتمر النساء المتحدات من عام 1985 إلى عام 1990، حيث كانت تعمل في البداية كمسؤولة عن التعليم ثم كوزيرة. شاركت في الجبهة الديمقراطية المتحدة منذ تأسيسها في عام 1983 حتى تم حلها حيث عملت كعضو في لجنتها المالية.
انضمت براون إلى حزب المؤتمر الوطني الأفريقي في عام 1987 وانتُخِب للجنة التنفيذية الإقليمية واللجنة الإقليمية للمقاطعة في عام 1999. وشغلت منصب سكرتيرة مقاطعة كيب الغربية لرابطة نساء المؤتمر الوطني الأفريقي منذ عام 1990. وقد استمرت مشاركتها في التعليم بعد سنوات التدريس التي قامت بها. كانت عضو مجلس إدارة المشروع الوطني لمحو الأمية وهي حاليا عضو مجلس إدارة مشروع التعليم الخارجي. وقد باشرت منصب مدير كلية المرأة في عام 1990. وفي عام 1994 ومرة أخرى في عام 1999، تم انتخابها كعضوة في حزب المؤتمر الوطني الأفريقي في الهيئة التشريعية لمقاطعة كيب الغربية. كانت رئيسة اللجان الدائمة المعنية بخدمات المجتمع والصحة والرعاية، وترشحت كرئيس لبلدية كيب تاون في عام 1999 عن حزب المؤتمر الوطني الأفريقي، وشغلت منصب وزيرة المقاطعة للتمويل، التنمية الاقتصادية والسياحة، إلى أن تم ترقيتها وتعيينها كرئيسة وزراء محافظة كيب الغربية في 2008.
فقد حزب المؤتمر الوطني الأفريقي السيطرة السياسية على المقاطعة في انتخابات عام 2009، مع حصول التحالف الديمقراطي على 22 مقعدًا من 42 مقعدًا في البرلمان الإقليمي. في 6 مايو/أيار 2009، حلّت هيلين زيلي المرشحة الأولى في حزب العدالة والتنمية محل براون. وشغلت براون بعدها منصب زعيمة حزب المؤتمر الوطني الأفريقي في المعارضة في الفترة من 2009 حتى مايو 2014، عندما عينها الرئيس السابق جاكوب زوما في حكومته كوزير للمؤسسات العامة.
واجهت لين براون عديد الانتقادات حول دورها في عديد الفضائح السياسية المثيرة للجدل.
اعتبارا من فبراير 2018، تم عزلها من حكومة الرئيس سيريل رامافوزا.
في 1 مارس 2018، استقالت من عضويتها في البرلمان.

## الحياة الشخصية
براون مثلية الجنس علنا.
ويعتقد أنها أول شخص مثلي أو مثلية الجنس علنا يتم تعيينه كرئيس وزراء مقاطعة وفي منصب وزاري في أي حكومة أفريقية.

## وصلات خارجية
- السيرة الرسمية (بالإنجليزية)

| المناصب السياسية  | المناصب السياسية                                          | المناصب السياسية |
| ----------------- | --------------------------------------------------------- | ---------------- |
| سبقه إبراهيم رسول | رئيس وزراء محافظة كيب الغربية 25 يوليو 2008 – 6 مايو 2009 | تبعه هيلين زيلي  |